# Plannerseekarspitze
Plannerseekarspitze (2072 m n. m.) je hora ve Wölzských Taurách na území rakouské spolkové země Štýrsko. Nachází se v rozsoše vybíhající západním směrem z vrcholu Plannerknot (1996 m) mezi samotným Plannerknotem na východě a Hintere Gstemmerspitze (2090 m) na západě. Severozápadní svahy spadají do doliny potoka Kothüttenbach, severovýchodní do doliny Ranzenkar a jižní k břehům jezera Plannersee. Severním směrem vybíhá z hory mezi dolinu Ranzenkar a údolí potoka Kothüttenbach krátký boční hřeben.

## Přístup
- po značené turistické trase č. 16 od rozcestí Plannerknot
- po značené turistické trase č. 17 ze střediska Planneralm